# تابع متغیر حقیقی
در آنالیز ریاضی و استفاده‌های هندسی، ریاضیات کاربردی، مهندسی و علوم طبیعی تابع از متغیر حقیقی (انگلیسی: Function of a real variable) به تابعی گفته می‌شود که دامنهٔ آن از اعداد حقیقی تشکیل می‌شود.